# Sarcoglottis alexandri
Sarcoglottis alexandri är en orkidéart som beskrevs av Rudolf Schlechter och Rudolf Mansfeld. Sarcoglottis alexandri ingår i släktet Sarcoglottis och familjen orkidéer. Inga underarter finns listade i Catalogue of Life.